# إيون لي
إيون لي (بالصينية: 李翊雲) (ولدت: نوفمبر 1972)؛ كاتبة صينية-أمريكية، تكتب باللغة الإنجليزية، حصلت رواياتها ومجموعاتها القصصية على العديد من الجوائز.

## السيرة الذاتية
نشأت إيون لي في مدينة بكين بالصين، وحصلت على درجة البكالريوس في العلوم من جامعة بكين عام 1996، وفي نفس العام انتقلت إلى الولايات المتحدة الأمريكية، وحصلت على درجة الماجستير في علم المناعة من جامعة آيوا عام 2000، وفي عام 2005 حصلت على درجة الماجستير في الأدب الخيالي والخيال الإبداعي التابع لبرنامج الكتابة الخيالية وورشة الكتّاب بجامعة آيوا الأمريكية، وتم نشر قصصها ومقالاتها في عدد من المجلات والصحف.
حصلت مجموعتها القصصية ألف عام من الصلوات الجيدة، والتي نشرتها عام 2005 على جائزة الجارديان الأولى، وجائزة فرانك أوكونور الدولية للقصة القصيرة، وجائزة بين/همنغواي، وجائزة كاليفورنيا للكتاب لأول قصة، وتم تعديل اسم المجموعة القصصية إلى ألف عام من الدعاء لتكون فيلم أخرجه واين وانغ عام 2007.
ثم قامت بعد نشر مجموعتها القصصية الأولى، بنشر رواية «المتشردين» عام 2009، والتي كانت أحداثها تقع في بلدة ريفية صينية تُدعى «نهر مودي»، وتحكي عن مجموعة من الشخصيات التي تأثرت بالإعدام العام الوحشي، وحصلت الرواية على جائزة كالفورنيا للكتاب عن فئة الخيال.

## أعمالها
- صديقي العزيز: من حياتي أكتب إليك في حياتك.
- ألف عام من الصلوات الجيدة (مجموعة قصصية).
- فتى الذهب، فتاة الزمرد (مجموعة قصصية).
- المتشردون (رواية).
- حيث تنتهي الأسباب (رواية).[7]

## الجوائز
- زمالة إقامة مؤسسة لانان في تكساس.
- جائزة فرانك أوكونور الدولية للقصة القصيرة عن مجموعتها ألف عام من الصلوات الجيدة 2005.
- جائزة بين/همنجواي 2006.
- جائزة الجارديان للكتاب الأول 2006.
- جائزة وايت 2006.
- جائزة كاليفورنيا للكتاب 2007.
- ضمن قائمة مجلة جرانتا لأفضل 21 روائي أمريكي شاب 2007.
- جائزة كاليفورنيا للكتاب عن رواية المشردين.
- تصنيف ذا نيويوركر لأفضل 20 كاتب تحت سن الأربعين 2010.
- زمالة مؤسسة ماك آرثر 2010.
- جائزة بنجامين دانك من الأكاديمية الأمريكية للفنون والآداب 2014.

## روابط خارجية
- إيون لي على موقع IMDb (الإنجليزية)
- إيون لي على موقع قاعدة بيانات الفيلم (الإنجليزية)